# Гомозов, Евгений Александрович
Евге́ний Алекса́ндрович Го́мозов (род. 3 декабря 1984, Тольятти, Самарская область)— российский мотогонщик, участник соревнований по спидвею. Мастер спорта. Чемпион России в личном и командном зачётах.

## Биография
С 2000 по 2008 год выступал за основной состав «Мега-Лады», став многократным чемпионом страны.  В 2005 г. добился неожиданной победы в Личном чемпионате России.
В 2008 году закончил спортивную карьеру.
После окончания спортивной карьеры устроился работать в дорожно-патрульную службу в звании лейтенант милиции.

### Среднезаездный результат
| Лига        | 2001            | 2002            | 2003            | 2004            | 2005            | 2006            | 2007           | 2008            |
| ----------- | --------------- | --------------- | --------------- | --------------- | --------------- | --------------- | -------------- | --------------- |
| Флаг России | 0,000 Мега-Лада | 0,118 Мега-Лада | 1,000 Мега-Лада | 2,047 Мега-Лада | 1,723 Мега-Лада | 1,839 Мега-Лада | 1,67 Мега-Лада | 1,143 Мега-Лада |

## Достижения
| - Чемпионат России по спидвею среди юношей: в личном зачёте —2 место (2001) в командном зачёте — 1 место (1999, 2000, 2001), 3 место (1997, 1998) - Чемпионат России по спидвею среди юниоров до 21 года: в командном зачёте — 1 место (2005), 2 место (2004), 3 место (2003) - Чемпионат России по спидвею в личном зачёте — 1 место (2005) в командном зачёте — 1 место (2001, 2002, 2003, 2004, 2005, 2006, 2007, 2008) в парном зачёте — 1 место (2004), 3 место (2006) - Кубок МФР в командном зачёте — 2 место (2005) | На международных соревнованиях Юниорские соревнования ЛЧМЮ —14 место в ¼ финала (2005) Взрослые соревнования ЛЧЕ — 12 место в ¼ финала (2007) ПЧЕ — 5 место (2006 – участвовал только в ½ финала) КЕЧ — 3 место (2005), 2 место (2006 – участвовал только в ½ финала) |  |